# Larvòt

Els barris de Mònaco amb Larvot e Molins Bas (03)

Larvòt, o Larvòt e Molins Bas, (en italià Larvotto et Mollini Bassi) és un barri de Mònaco. Sa superfície és de 336.796 metres quadrats. Porta el número estadístic 03.

## Galeria

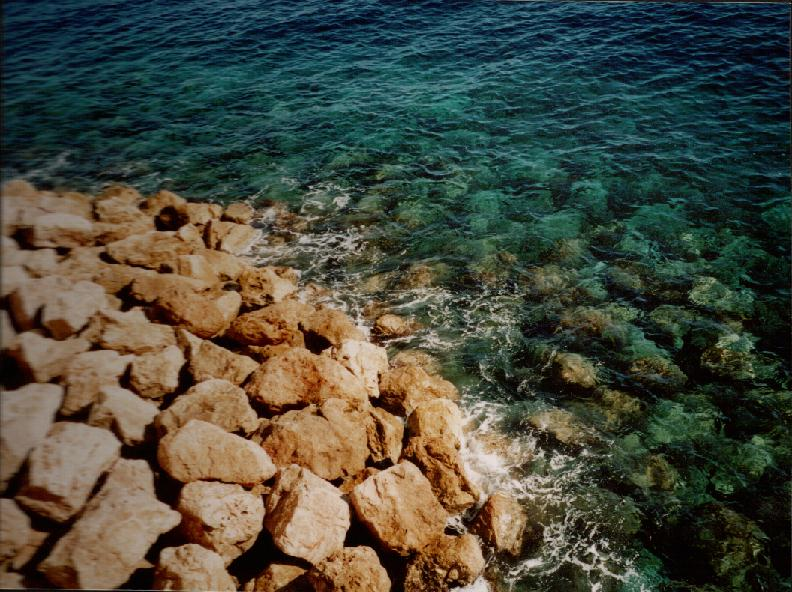
(Una platja de Larvotto/Bas Moulins)
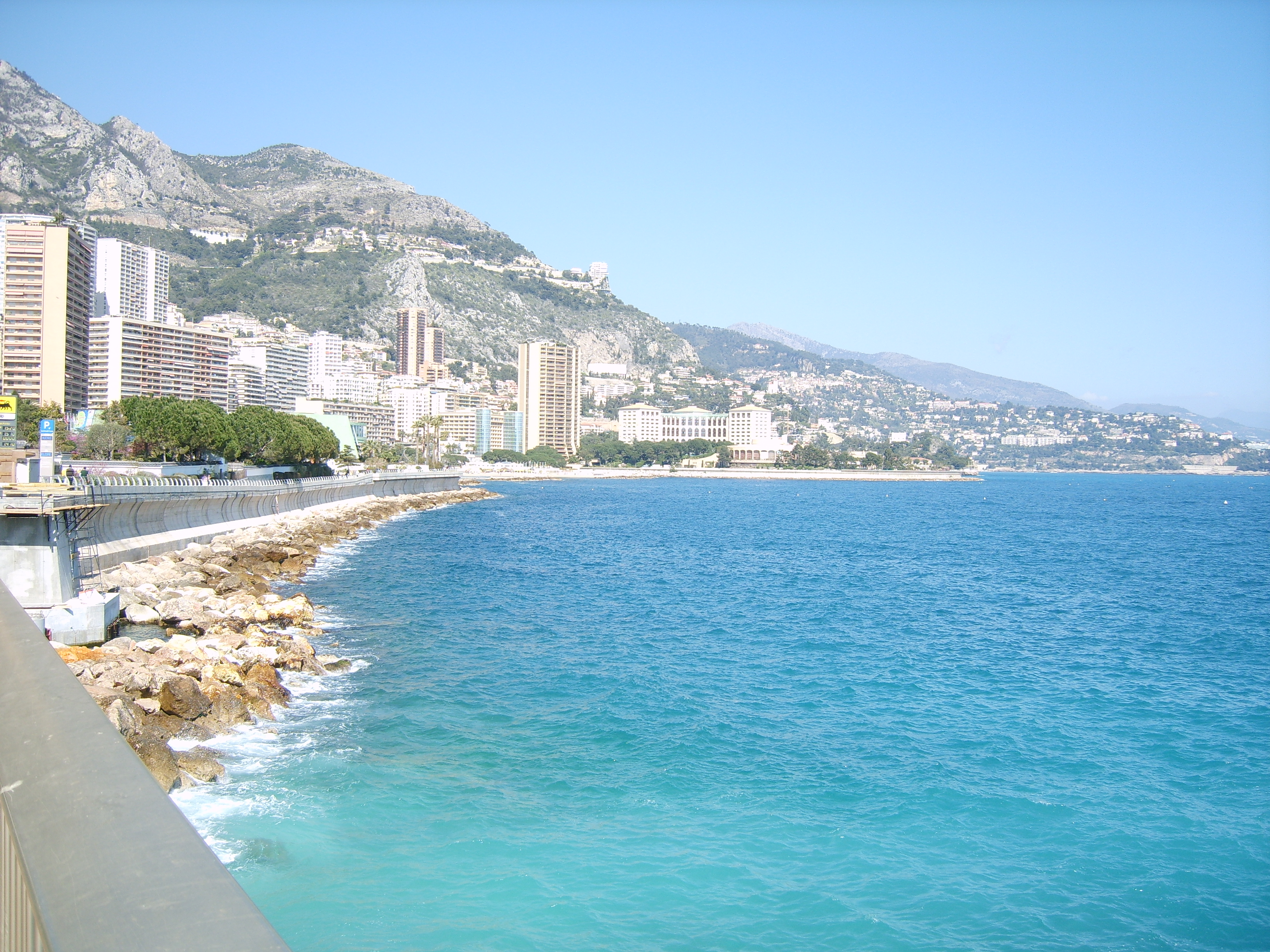
(Larvotto/Bas Moulins vist des de Monte-Carlo)
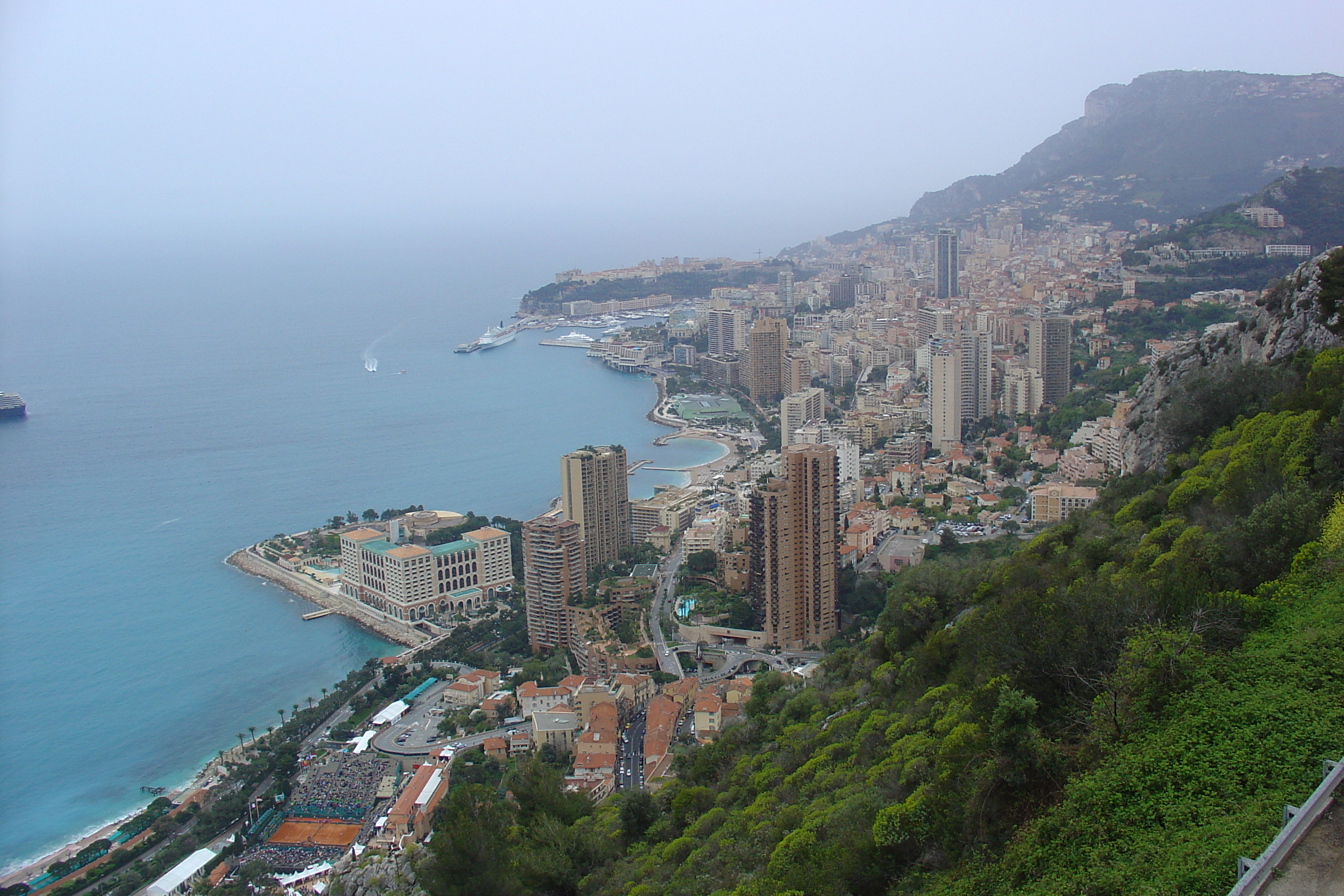
(Larvotto/Bas Moulins vist des de Roquebrune-Cap-Martin)